# بزيرية
بزيرية هي إحدى القرى اللبنانية من قرى جبل عامل في محافظة الجنوب.